# 崔子明
崔子明。山西高平縣人，清朝政治人物、進士出身。

## 生平
清顺治三年进士，授戶部主事。